# آشاغی پیری‌بی‌لی (امیرداغ)
آشاغی پیری‌بی‌لی (به ترکی استانبولی: Aşağıpiribeyli) یک منطقهٔ مسکونی در ترکیه است که در امیرداغ واقع شده‌است.